# Universidad de Sassari
La Universidad de Sassari (en italiano, Università degli Studi di Sassari) es una universidad estatal italiana fundada en 1617 en la ciudad de Sassari, en Italia.  
Encargada de la enseñanza de estudios superiores en varios campus distribuidos por las ciudades de Cerdeña: Sassari, Alguer, Olbia, Tempio Pausania, Nuoro, Budoni, Ghilarza.

## Historia
En 1558 Alessio Fontana dejó su propiedad a la ciudad de Sassari, para el establecimiento de una escuela que haya de atribuirse a la Compañía de Jesús, el rey  Felipe III le dio el privilegio de fundación en 1617.

### Lema
El lema de la Universidad es la frase latina Susceptum perfice munus («Cumplir con la tarea»). El lema está tomado del hexámetro de Virgil, que recuerda a la prescripción de la Sibila a Eneas: «Sed iam age, carpe viam et susceptum perfice munus / acceleremus», Eneida VI,629), con referencia a un compromiso permanente de los profesores, el personal y los estudiantes, para lograr metas altas. 

## Facultades
- Departamento de Medicina
- Departamento de  Jurisprudencia, Ciencias Económicas y Ciencias Políticas
- Departamento de Humanidades

## Licenciados honorarios
- Giacomo Rizzolatti (2015)
- Alberto Ongaro (2014)
- Mareya Bashir (2014)
- Domenico Francesco Ruiu (2014)
- Gonçalo Byrne (2012)
- Pasqual Maragall i Mira (2011)
- Mario Consorte (2008)
- Luigi Snozzi (2007)
- Francesco Cossiga (2005)